# Thérapies des fascias
 (juillet 2012).
Les thérapies des fascias sont des approches de médecine non conventionnelle, généralement manuelles ou gestuelles, qui recourent à la manipulation des fascias, des membranes conjonctives qui enveloppent certains tissus de l'organisme dont plusieurs muscles. 
La fasciapulsologie et la fasciathérapie, les deux approches les plus répandues en France, mais aussi le rolfing ou le myofascial release, se fondent toutes sur l'hypothèse que les fascias auraient un rôle fonctionnel dans l'organisme au-delà de ce qu'il est généralement reconnu dans la science médicale conventionnelle.
Actuellement, en dépit d'une volonté de scientifisation des thérapies des fascias, cette approche n'a pas fait la démonstration de son efficacité.

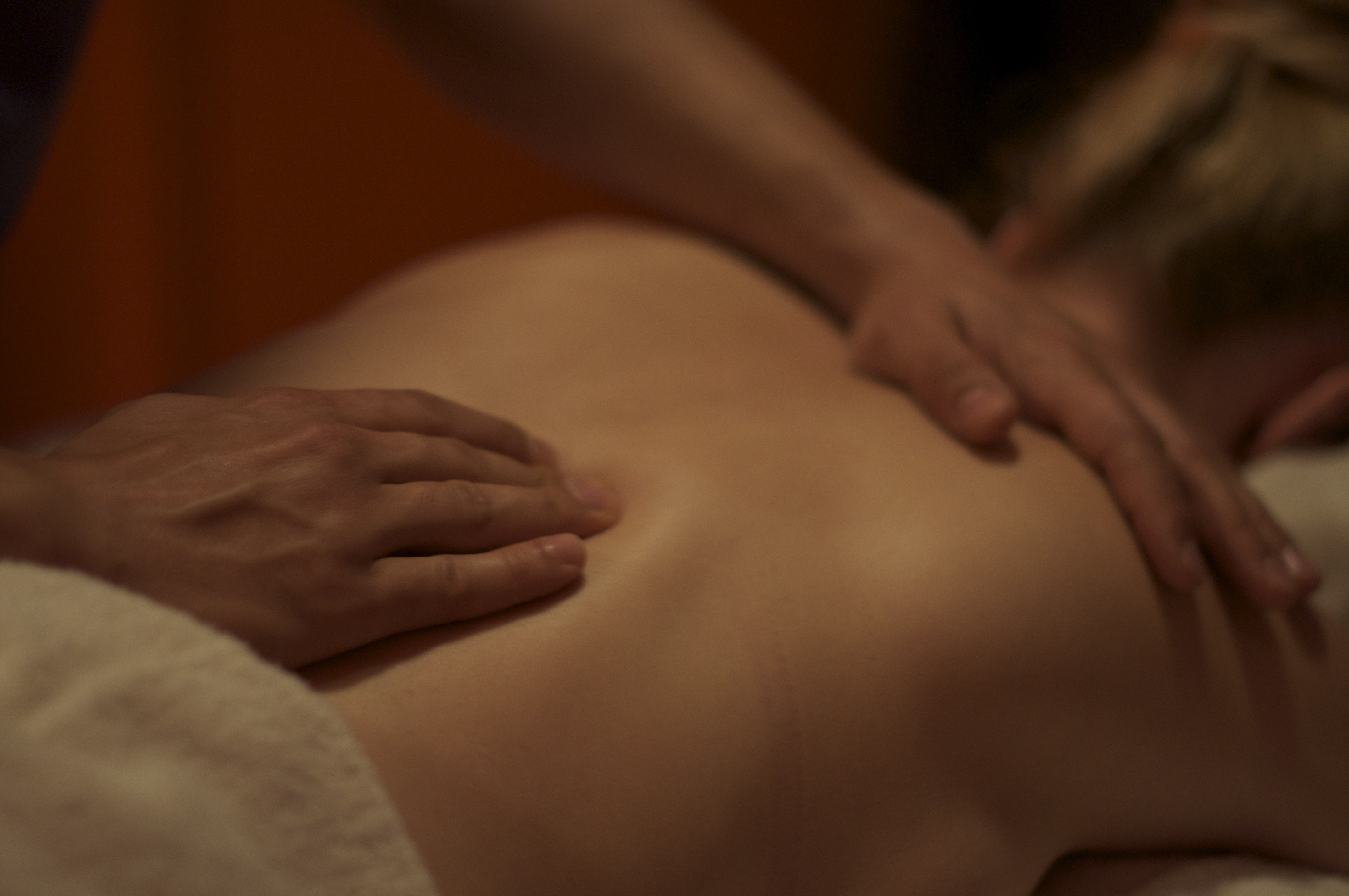
Libération des muscles para-vertébraux.

## Fascias
Un fascia est une membrane fibro-élastique qui recouvre ou enveloppe une structure anatomique. Il est composé de tissu conjonctif très riche en fibres de collagène. Les fascias sont connus pour être des structures passives de transmission des contraintes générées par l'activité musculaire ou des forces extérieures au corps. Il a également été montré qu'ils sont capables de se contracter et d'avoir une influence sur la dynamique musculaire et que leur innervation sensitive participait à la proprioception et à la nociception.

## Myofascial release
Le myofascial release est une branche de l'ostéopathie qui a été reprise et développée par John F. Barnes. Son objectif est de lever les tensions myofasciales créées par les traumatismes principalement physiques, mais également psychiques.

## Rolfing
Également nommé « intégration structurale du corps et du mouvement », le Rolfing a été développé par Ida Rolf dans les années 1950. C'est une thérapie manuelle qui s'adresse principalement aux fascias dans le but d'organiser le corps humain pour qu'il s'adapte au mieux à la gravité terrestre.

## Fasciapulsologie
La fasciapulsologie est une thérapie manuelle ciblant des membranes appelées fascias chez l’humain, du nourrisson à l’adulte. La fasciapulsologie a été mise au point en France par Christian Carini, qui l'a enseignée pendant une trentaine d'années. Selon psychologies.com, fasciathérapie et fasciapulsologie sont très proches, la fasciapulsologie se distinguant « par un toucher particulier et un travail sur la circulation artérielle ».

### Principes fondamentaux
La fasciapulsologie procède par un toucher subtil, il ne s'agit pas d'un massage ou d'une manipulation. Une journaliste de VSD décrit une séance ainsi : la thérapeute  « pose une main à un endroit, l'autre sur une zone différente, et reste comme cela sans bouger. Et ça dure, ça dure... Puis elle transpose ses mains ailleurs. Puis encore ailleurs ».

## Fasciathérapie «méthode Danis Bois»

### Historique
Cette méthode de thérapie manuelle est élaborée dans les années 1980 par Danis Bois, kinésithérapeute et ostéopathe de formation à partir de son expérience de l’ostéopathie et de l'observation de sa pratique clinique. Danis Bois a donné son nom à cette pratique dans les années 1980. Selon lui, les premiers concepts montrent l’importance du fascia, de la libre circulation des liquides du corps et des mécanismes d’auto-régulation de l’organisme,.

## Critiques
Les thérapies non conventionnelles (Hypnose, Naturopathie, sophrologie, Gestalt thérapie, etc.) sont régulièrement pointées du doigt par la Mission interministérielle de vigilance et de lutte contre les dérives sectaires.
Dans un avis du 22 juin 2012, le Conseil de l'Ordre des masseurs kinésithérapeutes indique que « la "fasciathérapie" n’est pas reconnue par le ministère chargé de la santé », que le conseil « ne reconnaît pas la "fasciathérapie" comme une qualification, un diplôme, un titre, un grade, une fonction, une spécificité ou une spécialité de la masso-kinésithérapie », et que « pour cette raison, l’usage des termes de "fasciathérapeute" et/ou "fasciathérapie" par un masseur-kinésithérapeute, constitue une faute disciplinaire ». « À ce jour, et à [sa] connaissance, aucune étude scientifique référencée dans la littérature internationale ne permet d’affirmer que les méthodes utilisées par la "fasciathérapie" [...] constituent des soins fondés sur les données actuelles de la science médicale au sens de l’article R.4321-80 du code de la santé publique. Par conséquent ces techniques de "fasciathérapie" ne peuvent pas être présentées comme salutaires puisque insuffisamment éprouvées et potentiellement illusoires au sens de l’article R.4321-87 du code de la santé publique. »
Le 18 décembre 2023, l'Ordre national des infirmiers publie 12 fiches sur les pratiques non conventionnelles de santé. La 4ème, dédiée a la fasciathérapie, conclut que « la Fasciathérapie est une approche non validée par la Science, relevant au mieux du bien-être. Cette pratique peut également s’avérer onéreuse, tant en coûts de formation, que pour ses clients. De plus, cette technique est susceptible de retarder une réelle prise en charge médicale en détournant les patients des soins conventionnels, conduisant alors à une perte de chance de guérison »

### Fascias
- Carla Stecco, Atlas fonctionnel du système fascial humain, Paris, éditions Tita, 2020, 392 p. (ISBN 9791092847222)
- Robert Schleip et Amanda Baker, Fascia & sports, PAris, éditions Tita, 2020, 352 p. (ISBN 9791092847192)
- Robert Schleip, Thomas W. Findley, Leon Chaitow, Peter A. Huijing, Fascia : The Tensional Network of the Human Body, Churchill Livingstone/Elsevier, 2012, 535 p. (ISBN 978-0-7020-3425-1)
- Roger Fiamemetti, Le langage émotionnel du corps, l'approche somato-émotionnelle Chemin de libération, DERVY, 2008, 301 p. (ISBN 978-2-911074-39-4)
- Serge Paoletti, Les Fascias, Rôle des tissus dans la mécanique humaine, Sully, 2002, 298 p. (ISBN 978-2-84454-288-5)
- Stephane Rudaz, Guide des métiers du nouvel âge, Recto-Verseau, 1993 (ISBN 978-2-88343-010-5)
- Marcel Bientfait, Le Fascia, Le Pousoe, 1982

### Fasciapulsologie
- C. Carini (avec la collaboration de Micheline Bourgoin), Les mains du cœur, Robert Laffont, 1995 (ISBN 978-2-221-07641-5)
- O. Margot et Joël Bats, Football (L'Aventure du sport), Hatier & Rageot, 1985, 127 p.

### Fasciathérapie

#### Livres
- Christian Courraud, Fasciathérapie Méthode Danis Bois et sport : Le match de lasanté, Paris, Point d'Appui, 1999, 213 p. (OCLC 45699519)
- Hélène Courraud Bourhis, La biomécanique sensorielle, méthode Danis Bois, Paris, Éd. Poit d'Appui, 1999, 97 p. (OCLC 468116518)
- D. Bois, 1990, Une thérapie manuelle de la profondeur, Paris : Trédaniel
- N. Quéré, 2004, La pulsologie, Méthode Danis Bois. Action sur les fascias, le système vasculaire et la microcirculation en approche manuelle., Paris : Point d'appui
- I. Eschalier, 2010, La fasciathérapie, une nouvelle méthode pour le bien-être, Paris : Trédaniel